# パイロキネシス
パイロキネシス（英: pyrokinesis）は、超心理学の超能力の1つで、火を発生させることのできる能力である。ギリシャ語の πυρ（pûr、「火、稲妻」を意味する）と κίνησις（kínesis、「動き」を意味する）から来ている。この語を最初に用いたのは、小説『ファイアスターター』の著者である作家スティーヴン・キングとされる。

## 概要
パイロキネシスの事例では、能力を持つとされる者が意図せずに火を呼んでしまうことが多い。1965年にはブラジルのサンパウロ州で、1983年にはイタリアで、1986年にはウクライナのドネツィク州で、火の気のないはずの場所で火事の頻発する事件が生じているが、これらはそれぞれ特定の少年・少女がいた場所でのみ発生しており、彼らがパイロキネシス能力により、無意識に発火を起こしたものと考えられている。また1986年にはアメリカの『サンフランシスコ・ブリテン』紙で、カリフォルニア州ターロックに住む少年について、見つめた物がなんでも発火して恐れられたとの記事が掲載されている。超常現象研究者であるチャールズ・フォートは、火の触媒ともいえる人間が存在しており、多くは20歳以下の少年少女だと述べている。
1982年にはイタリアで、1か月に満たない間に3軒の家で火事が5回も生じた際、これらすべての家にベビーシッターとして勤めていた女性が超自然的な能力で火災を起こしたと疑われ、裁判で有罪判決を下されるという、中世の魔女狩りを思わせる事件が起きており、この女性は新聞各紙で「魔女と呼ばれたベビーシッター」と書き立てられた。後にこの事件は、シャーロット・ランプリングとシエンナ・ギロリー主演による映画『スーパーファイアー』のモチーフとなった。
人間が原因不明の焼死を遂げるという人体自然発火現象についても、被害者がパイロキネシス能力を持っていたためとの解釈もある。
無意識に火を呼び起こすのではなく、意図的に物を発火できる例もある。1882年、アメリカのミシガン州の『ミシガンメディカルニュース』での報告によれば、同州の24歳の青年が、紙や布に息をかけたり手でこするだけで燃やすことができたとあり、これは同紙のほか、同年の『ニューヨーク・サン』紙や、前述のチャールズ・フォートの著書『WILD TALENTS』でも触れられている。また1927年、アメリカ合衆国副大統領であるチャールズ・ドーズの談によれば、テネシー州メンフィスに住む自動車整備士が、やはり息のみでなんでも燃やすことができたという。
前述の『ファイアスターター』をはじめ、マーベル・コミックのキャラクターであるヒューマン・トーチ、『Xファイル』『FRINGE/フリンジ』など、テレビドラマ、映画、SF小説、ホラー小説といった創作作品でも人気のテーマとして数多く登場している。

## 原理
パイロキネシスの原理としての推測の一つに、体に帯電された静電気が強力な電磁波となって放射され、発火を引き起こすというものがある。例として、2005年にオーストラリアのビル火災の際、現場にいた1人の男性が歩くたびに足跡が焦げつく様子が確認されており、消防署の調査によれば、その男性の着用していた合成繊維製の衣服が4万ボルトもの電気を帯電していた。このことから、男性の帯びていた4万ボルトの静電気が自然発火をもたらしたとの説が唱えられている。しかし、静電気のみで発火するためには様々な条件が揃わなければならない上、静電気が4万ボルトにまで達するのは通常ありえないとの専門家による意見もある。
2012年にはベトナムのホーチミン市で、11歳の少女の周囲で原因不明の火災が頻発する事件があった際には、ホーチミンのホン・バン大学の調査により、彼女の右脳半球に電波による異常な周波数が計測されており、この電波が異常な能力を発現させたものと指摘されている。
創作作品上の設定では、物体を構成する原子を刺激して熱エネルギーを増やすことで発火を促すと説明されることもあるが、発火のためには、空気中の酸素に触れた瞬間に自然発火する化合物を放出する装置、もしくは火元の近くに発火を誘発する装置が必要との主張もある。
また、意図的な発火能力については、トリック説も唱えられている。一例として前述のミシガン州の青年の場合は、リンのように発火点の低い物質を隠し持ち、それを摩擦や吐息の熱で発火させたとする可能性が指摘されている。